# İsmail Özeren
İsmail Özeren (* 1. Januar 1985 in Keskin) ist ein türkischer Fußballspieler.

## Karriere
İsmail Özeren begann mit dem Vereinsfußball in der Jugend von Keçiören Sportig A.Ş. und wechselte nach einem Jahr in die Jugend von Ankara Demirspor. Im Sommer 2003 erhielt er hier einen Profivertrag und machte bis zum Saisonende zehn Ligaspiele. Bereits nach eineinhalb Jahren verließ er diesen Verein und heuerte beim Ligakonkurrenten Hatayspor an. Hier konnte er sich auf Anhieb einen Stammplatz erkämpfen und spielte ein Jahr lang durchgängig.
Zur Rückrunde der Saison 2005/06 wechselte er zum Zweitligisten Çanakkale Dardanelspor und spielte er zweieinhalb Jahre lang in der Stammformation.
Zum Sommer 2008 wechselte er zum Traditionsklub Trabzonspor. Bei diesem Verein nahm er am Saisonvorbereitungscamp teil und wurde anschließend an den Drittligisten Trabzon Karadenizspor verliehen. Die nächste Spielzeit verbrachte er ebenfalls als Leihgabe, diesmal bei seinem ehemaligen Verein Dardanelspor.
Im Sommer 2010 verließ er Trabzonspor und spielte dann bei Bugsaş Spor und Adanaspor.
Zur Saison 2011/12 wechselte zum Zweitligisten Akhisar Belediyespor. Hier erreichte man völlig überraschend die Meisterschaft der TFF 1. Lig und damit den direkten Aufstieg in die Süper Lig. Zum Saisonende löste er nach gegenseitigem Einvernehmen seinen laufenden Vertrag auf und trennte sich von Akhisar Belediyespor.

## Erfolge
- Mit Akhisar Belediyespor:
  - 2011/12 Meisterschaft der TFF 1. Lig
  - 2011/12 Aufstieg in die Süper Lig